# Enedrik
Enedrik (auch: Anidik, Enidri'k, Eniirikku, Eniirikku-To, Enirikku) ist ein Motu des Arno-Atolls der pazifischen Inselrepublik Marshallinseln.

## Geographie
Enedrik liegt im Norden des Arno-Atolls, südlich von Jilane und westlich der Taklep Passage, sowie der Insel Taklep. Die Insel bildet einen weiteren nach Süden gerichteten Eckpunkt des Atolls.